# Jesper Seier
Jesper Seier (ur. 21 września 1965 we Fredericii) – duński żeglarz sportowy. Złoty medalista olimpijski z Barcelony.
Zawody w 1992 były jego jedynymi igrzyskami olimpijskimi. Startował w klasie Soling. Wspólnie z Jesperem Bankiem i Steenem Secherem sięgnął w tej konkurencji po złoto. W 1992 zdobył srebro mistrzostw świata.